# Apurimacia
Genre
Apurimacia est un genre de plantes à fleurs dicotylédones de la famille des Fabaceae, sous-famille des Faboideae, originaire d'Amérique du Sud, qui comprend six espèces acceptées.

## Liste d'espèces
Selon Catalogue of Life (24 octobre 2018) :
- Apurimacia boliviana (Britton) Lavin
- Apurimacia dolichocarpa (Griseb.) Burkart
- Apurimacia incarum Harms
- Apurimacia libertatis Harms
- Apurimacia lonchocarpoides Harms
- Apurimacia michelii (Rusby) Harms